# Tea Achwlediani

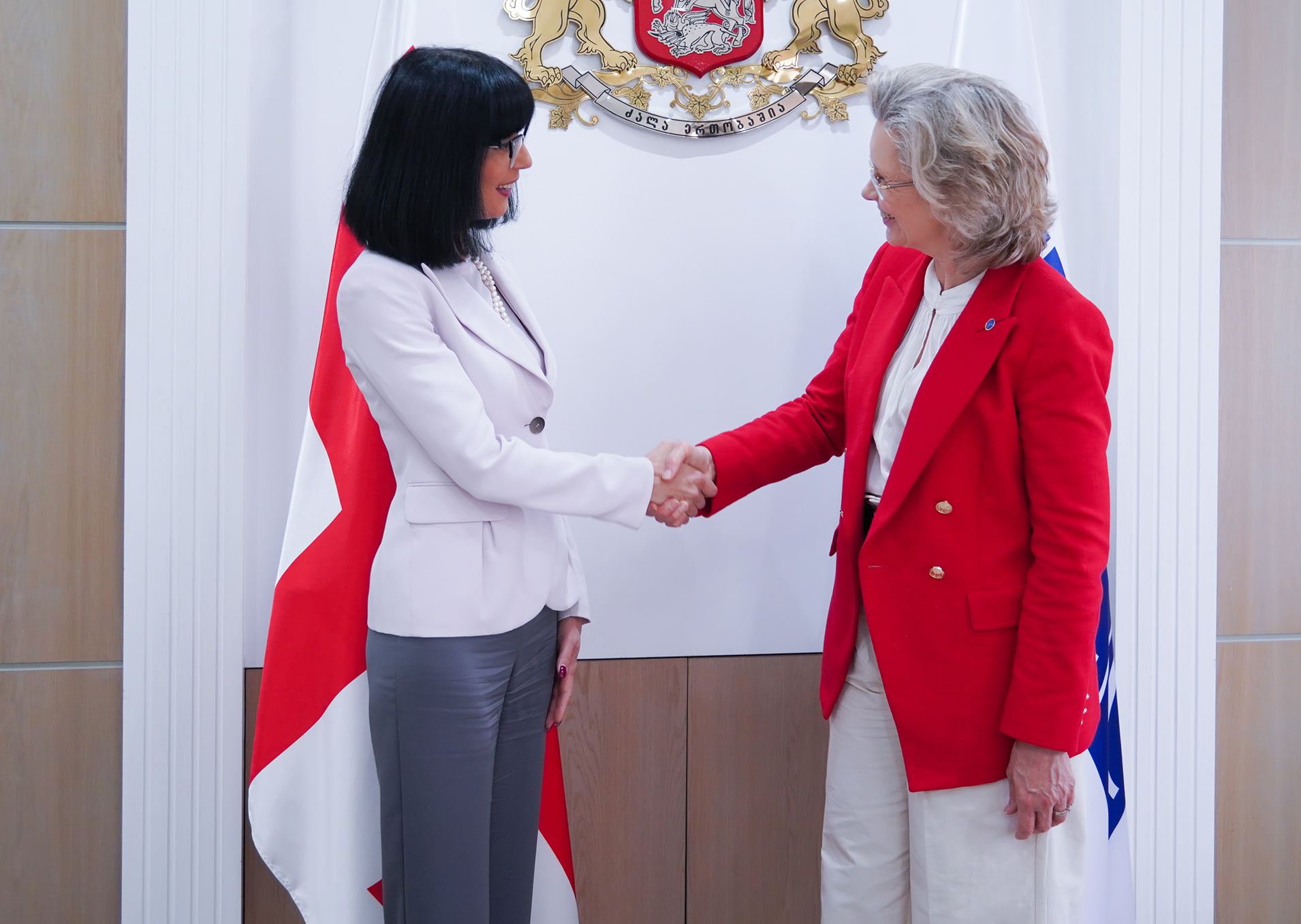
Tea Achwlediani (links) und die schwedische Politikerin Margareta Cederfelt, 2022

Tea Achwlediani (georgisch თეა ახვლედიანი; * 10. Januar 1975 in Tiflis) ist eine georgische Politikerin und Diplomatin. Von 2014 bis 2019 war sie georgische Botschafterin in Estland. Seit 2020 ist sie Staatsministerin für Versöhnung und bürgerliche Gleichstellung.

## Leben
Tea Achwlediani studierte von 1991 bis 1996 Wirtschaftswissenschaften an der Staatlichen Universität Tiflis und schloss mit Diplom ab. 2006/2007 erlangte sie den Master of Arts in Internationaler Politik am European Centre for International and Strategic Research (CERIS) in Brüssel.
1997 trat Achwlediani in den diplomatischen Dienst Georgiens ein. Sie war zunächst Trainee und ab 1999 Attaché in der Abteilung für internationale Wirtschaftsbeziehungen des Außenministeriums. In den Folgejahren stieg sie in der Abteilung für Beziehungen zur Europäischen Union von der Zweiten Sekretärin bis zur Direktorin (2004) auf. Von 2004 bis 2008 war sie in Brüssel als Counselor für die Botschaft Georgiens in den Benelux-Ländern und Vertretung Georgiens bei der EU tätig. Anschließend amtierte sie kurzzeitig als stellvertretende Direktorin und von November 2008 bis März 2014 als Direktorin der Abteilung für Europäische Integration des Außenministeriums. Vom 22. April 2014 bis 1. Juni 2019 war sie georgische Botschafterin in Estland.
Von 2019 bis 2020 war Achwlediani stellvertretende Gesundheitsministerin („Ministerium für Binnenvertriebene aus besetzten Gebieten, Arbeit, Gesundheit und Sozialschutz“). Am 6. August 2020 wurde sie als Nachfolgerin von Ketewan Zichelaschwili zur Staatsministerin für Versöhnung und bürgerliche Gleichstellung in der zweiten Regierung von Giorgi Gacharia ernannt. Diese Position behielt sie auch im zweiten Kabinett von Irakli Gharibaschwili und im 2024 gebildeten Kabinett Kobachidse.
Achwlediani ist Mutter eines Sohnes.

## Auszeichnungen
- 2011: Order of Honour
- 2018: Silberne Verdienstmedaille der Baltischen Verteidigungsakademie
- 2019: Orden des Marienland-Kreuzes (I. Klasse)[1]